# Jugoslawisches Lexikographisches Institut

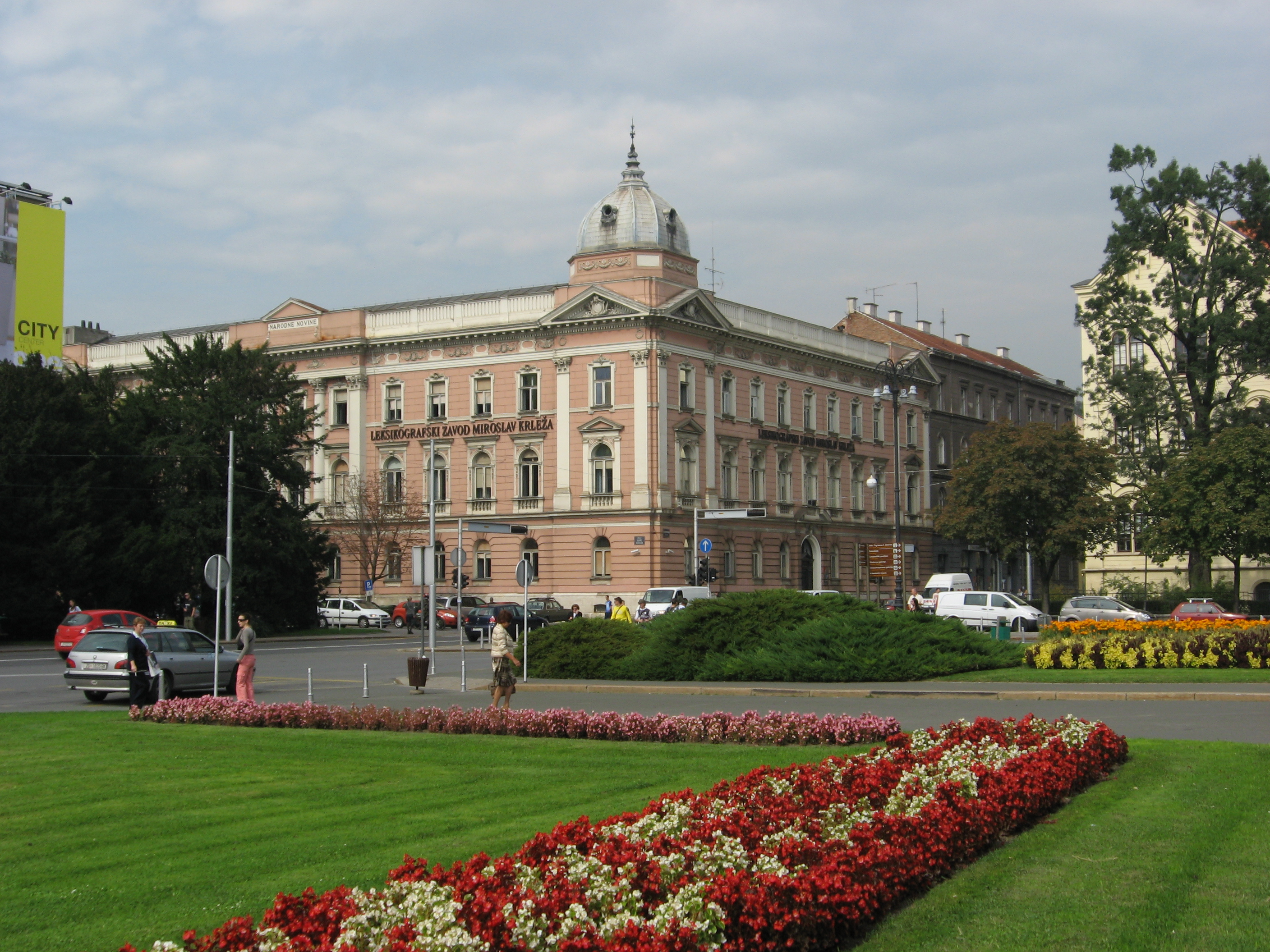
Das Gebäude des Lexikographischen Instituts Miroslav Krleža in Zagreb.

Das Jugoslawische Lexikografische Institut (serbokroatisch Jugoslavenski leksikografski zavod) war das nationale lexikografische Institut der Sozialistischen Föderativen Republik Jugoslawien.
Nach dem Zerfall Jugoslawiens wurde es in das „Lexikografische Institut Miroslav Krleža“ (Leksikografski zavod „Miroslav Krleža“) umbenannt, das zum nationalen lexikografischen Institut Kroatiens wurde.

## Geschichte
Das Institut wurde 1950 unter dem Namen „Lexikografisches Institut der Föderativen Volksrepublik Jugoslawien“ (Leksikografski zavod FNRJ) gegründet und 1964 in „Jugoslawisches Lexikografisches Institut“ (Jugoslavenski leksikografski zavod) umbenannt. Leiter des Instituts war Miroslav Krleža, mit Mate Ujević als Chefredakteur. Das Institut hatte seinen Sitz in Zagreb und unterhielt Zweigstellen in Ljubljana und Belgrad.
Nach Krležas Tod im Jahr 1981 wurde das Institut in das „Jugoslawische Lexikografische Institut ‚Miroslav Krleža‘“ (Jugoslavenski leksikografski zavod „Miroslav Krleža“) umbenannt.

## Veröffentlichungen
Das Jugoslawische Lexikographische Institut beschäftigte zahlreiche Wissenschaftler aus allen Fachgebieten und gab neben allgemeinen und fachspezifischen Nachschlagewerken auch Landkarten und Reiseführer heraus. Einige nennenswerte Werke, die vom Institut begonnen oder fertiggestellt wurden, sind:
- Enciklopedija Jugoslavije (Enzyklopädie Jugoslawiens, 1. Auflage, 8 Bände, 1955–1971; 2. Auflage, 6 von 12 geplanten Bänden, 1980–1990)
- Pomorska enciklopedija (Meeres-Enzyklopädie, 8 Bände, 1954–1964)
- Enciklopedija likovnih umjetnosti (Enzyklopädie der Bildenden Künste, 4 Bände, 1959–1966)
- Tehnička enciklopedija (Technische Enzyklopädie, 13 Bände, 1963–1997)
- Medicinska enciklopedija (Medizinische Enzyklopädie, 6 Bände, 1967–1970)
- Opća enciklopedija (Allgemeine Enzyklopädie, 1. Auflage, 10 Bände, 1955–1964; 2. Auflage, 6 Bände, 1966–1969; 3. Auflage, 8 Bände, 1977–1982)
- Šumarska enciklopedija (Enzyklopädie des Forstwesens, 3 Bände, 1980–1987)
- Hrvatski biografski leksikon (Kroatisches Biographisches Lexikon, seit 1983, bisher 8 Bände erschienen, bis zum Buchstaben Li)
- Leksikon jugoslavenske muzike (Lexikon der Musik Jugoslawiens, 2 Bände, 1984)
- Filmska enciklopedija (Enzyklopädie des Films, 2 Bände, 1986–1990)
- Bibliografija rasprava, članaka i književnih radova (Bibliographie der Abhandlungen, Artikel und Literarischen Werke, 14 Bände, 1956–1986)

Weitere jugoslawische Nachschlagewerke sind:
- Vojna enciklopedija (Armee-Enzyklopädie, 1. Auflage, 11 Bände, 1958–1969; 2. Auflage, 1970–1976)
- Mala enciklopedija Prosvete (Prosvetas Kleine Enzyklopädie, kyrillisch: Мала Енциклопедија Просвета. 1. Auflage, 2 Bände, 1959; 2: Auflage, 2 Bände, 1968–1969; 3. Auflage, 3 Bände, 1978)
- Mala splošna enciklopedija (Kleine Universal-Enzyklopädie, slowenisch, 3 Bände, 1973–1976)
- Enciklopedija Slovenije (Enzyklopädie Sloweniens, slowenisch, 16 Bände, 1987–2002)

Soweit nicht anders angegeben, sind die Nachschlagewerke auf Serbokroatisch.